# 水师提督府 (悉尼)
水师提督府（Admiralty House），或譯艦隊司令府，位于澳洲最大城市悉尼，是澳洲君主與澳洲聯邦總督在悉尼的官邸。水师提督府坐落于位于悉尼港北岸的半島上，己利彼利區（Kirribilli）内。此建築在1885年至1913年之間曾是皇家海軍澳洲艦隊司令的官邸，並因此得名。此府邸在此之前稱爲“沃通加”（Wotonga）。
水师提督府位于己利彼利半島的尖頭，俯瞰悉尼港的水景，與悉尼港南岸的悉尼歌劇院、和橫跨悉尼港的悉尼港湾大桥隔水相望。與水师提督府毗鄰的是澳洲總理在悉尼的官邸，己利彼利樓。
水师提督府始建于1843年，當時是新南威爾士殖民地海關關長的私邸。1855年開始為抵禦可能的俄國入侵，府邸被徵收，四周的庭院改建為砲臺。1856年再轉入私產，直到1885年被政府收購，在擴建之後用作皇家海軍澳洲艦隊司令的官邸。1913年，澳洲的海事防務轉交給了新建立的澳洲皇家海軍，皇家海軍澳洲艦隊司令搬出了水师提督府。政府把這座府邸轉交給了澳洲總督 -- 自1912年新南威爾士總督府被新南威爾士州政府收回后，總督當時在悉尼已無官邸可歸。
1930年大蕭條期間，政府關閉了水师提督府，並在1931年拍賣了府中家具和物品。1931年開始總督常駐坎培拉。1936年州政府重新修繕了水师提督府，此後一直作爲總督在悉尼的官邸使用。1948年府邸的產權由新南威爾士政府轉交給了澳洲聯邦政府，但附帶條件是此物業必須用作總督官邸。
現存建築是兩層的意大利文藝復興式樓房，主要結構以砂岩建造。四周圍有圍廊。主樓四周有較小的附屬建築，並有一座長廊通向水邊的碼頭。
其他皇室成員和外國元首到訪悉尼在這裡進行正式招待並居住于此。
現在澳洲總督共有兩處官邸，另一處是坎培拉總督府。